# عائلة سليم خوري
عائلة سليم خوري في حيفا عائلة مسيحية من الطائفة المارونية كانت تمتلك أراضٍ في شمال فلسطين في القرن التاسع عشر. اشترى الصهيوني يهوشوا هانكين جزء كبير من هذه الأرض عبر شركة تطوير الأراضي الإسرائيلية.
أصل العائلة من بكاسين في لبنان. وصل رأس الأسرة سليم خوري إلى حيفا في سبعينيات القرن التاسع عشر. عمل سليم خوري كمترجم لدى القنصلية الفرنسية، وفي مجال التصدير والتجارة. وفي إطار نشاطه التجاري، قام بشراء مناطق تجارية وسكنية في مدينة حيفا، كما اشترى أراضي واسعة في العديد من المناطق، بما في ذلك منطقة الخضيرة، وكذلك في جبل الكرمل. نتيجة لنجاح أعماله، نقل مركز نشاطه من بيروت إلى حيفا. وفي نهاية القرن التاسع عشر، قامت العائلة بتمويل بناء كنيسة مار لويس المارونية في المدينة. إزداد تملك عائلة خوري في قضاء حيفا إثر زواج ابن سليم الخوري بابنة ميشيل سرسق، حيث أهدى سرسق ابنته مساحات واسعة في قيرة وقامون وياجور وغيرها.
وفي عام 1908، بنى خوري مبنى سكنياً رائعاً لنفسه ولعائلته في حيفا، حيث يقع اليوم "برج الأنبياء"، في الطرف الشمالي من شارع هنفييم حيث يتصل بشارع الخوري. تم بناء المبنى المعروف باسم قصر الخوري على طراز انتقائي، وكان مكونًا من طابقين وسقفه مزخرف بالبلاط. وكان حول المنزل حديقة كبيرة محاطة بسور مرتفع. ويمكن رؤية المنزل من جبل الكرمل ووسط المدينة. وبعد أن فقدت الأسرة أصولها، تم بيع المنزل ليهودي وتم تأجيره إلى "إدارة سكة حديد فلسطين-فلسطين" وكان بمثابة مبنى لإدارة السكك الحديدية في أرض إسرائيل حتى عام 1948. وفي معركة حيفا كان المنزل يقع على الحدود بين حي حضر الكرمل [الإنجليزية] والأحياء العربية، وقد تعرض لأضرار بالغة. اندلع حريق في المنزل ودمر السقف القرميدي وأصبح المنزل مهجورا. وفي أوائل الستينيات، تم هدم المنزل وتم بناء برج الأنبياء مكانه. 
في عام 1887، اشترى مسؤولو البارون 8500 دونم من الأراضي من سليم خوري. وخططوا لبناء مستوطنة مئير شفيا. في عام 1889، وصل عشرة شبان من زخرون يعكوف المجاورة واستقروا في منزل المالك السابق على أرض قرية شفيا.
في عام 1890، باع خوري إلى يهوشوا هانكين 30 ألف دونم مما يعرف الآن بالخضيرة. وحافظ هانكين على علاقات وثيقة مع سليم خوري وأبنائه. وباعوه أرضًا في منطقة حيفا. وفي عام 1920، بدأ هانكين التفاوض مع نجل سليم، يوسف بك خوري، لشراء أراضي ياجور لتأسيس نقابة أسمنت بورتلاند في فلسطين. تم الانتهاء من هذا الاستحواذ في عام 1924 بعد التحكيم فيما يتعلق بمساحة المنطقة المراد نقلها وسعرها. وعندما دخلت الأسرة في الديون، احتاجت إلى المال، ولجأ الأخوان خوري إلى هانكين لشراء بقية الأرض من الصفقة الأصلية. تم شراء هذه الأرض واستخدامها لإنشاء كيبوتس ياغور. أدى هذا الشراء إلى نقل جميع أراضي السهل التي كانت في السابق في أيدي عائلة خوري إلى اليهود. واحتفظت العائلة بقطعة أرض تسمى "الخريبة" (منطقة جامعة حيفا وحديقة الكرمل). 
وفي سنة 1925 توفي جوزف بك خوري. انتقلت أعمال العائلة إلى أيدي أخويه نصر الله الذي كان يعيش في حيفا، وقيصر الذي كان يعيش في بيروت. أدت إدارتهم لشركة العائلة إلى إفلاس العائلة. وفي إطار إجراءات الإفلاس، اشترى شركة تطوير الأراضي الإسرائيلية أراضي قيرة وقامون، التي أقيمت عليها مستعمرة يوكنعام لاحقًا. في صيف عام 1937، وكجزء من المفاوضات بين ورثة العائلة والدائنين، تم شراء 4000 دونم من أراضي الخريبة مقابل 87000 جنيه مصري.
يعيش أفراد من عائلة خوري الآن في إسرائيل ولبنان، وهاجر الكثير منهم إلى الأمريكتين. 
سـُمي شارع الخوري في حيفا على اسم عائلة خوري.
1. ↑  https://faraamaai.org/articles/belkhat-alareed/alyksa-khory-khsrt-ksra-oaktsbt-artha-fy-mdyn-hyfa
2. ↑  https://www.arab48.com/%D9%81%D9%84%D8%B3%D8%B7%D9%8A%D9%86%D9%8A%D8%A7%D8%AA/%D8%A7%D9%84%D9%86%D9%83%D8%A8%D8%A9-/2022/05/27/%D8%AD%D9%83%D8%A7%D9%8A%D8%A9-%D9%82%D9%8A%D8%B1%D8%A9-%D9%88%D9%82%D8%A7%D9%85%D9%88%D9%86--%D8%B9%D9%86-%D8%B4%D9%83%D9%84-%D8%A2%D8%AE%D8%B1-%D9%85%D9%86-%D8%A7%D9%84%D9%86%D9%83%D8%A8%D8%A9
3. ↑  https://www.arab48.com/%D9%81%D9%84%D8%B3%D8%B7%D9%8A%D9%86%D9%8A%D8%A7%D8%AA/%D8%A7%D9%84%D9%86%D9%83%D8%A8%D8%A9-/2022/01/23/%D8%A7%D9%84%D9%8A%D8%A7%D8%AC%D9%88%D8%B1-%D9%8A%D9%88%D9%85-%D9%83%D8%A7%D9%86-%D9%8A%D8%B2%D9%88%D8%B1%D9%87%D8%A7-%D8%A7%D9%84%D8%B3%D9%85%D9%83